# Cerisy-la-Forêt
Cerisy-la-Forêt è un comune francese di 946 abitanti situato nel dipartimento della Manica nella regione della Normandia.
Vi sorge l'abbazia di Cerisy-la-Forêt, un tempo parte dell'ordine benedettino.

## Società

### Evoluzione demografica
Abitanti censiti